# Frühlingsgrüntaube
Die Frühlingsgrüntaube (Treron vernans) auch Frühlingstaube, gelegentlich auch Purpurnacken-Grüntaube oder Halsflecken-Grüntaube genannt, ist eine Vogelart aus der Familie der Tauben (Columbidae).

## Beschreibung
Diese Art erreicht eine Länge von etwa 30 cm und ist damit von der Größe zwischen einer Stadttaube und einer Lachtaube einzuordnen. Im Vergleich zu diesen Arten hat sie eine relativ kompakte Figur und einen kurzen Schwanz. Außerdem ist der Geschlechtsdimorphismus deutlich ausgebildet. Das Weibchen ist überwiegend olivgrün mit einer gelbgrünen Unterseite, das Männchen hat einen blassbläulich gefärbten Kopf, einen rosa Hals und eine rostrote bis orange Brust. Die Farbintensität ist jedoch bei den verschiedenen Unterarten unterschiedlich ausgeprägt.

## Lebensraum
Die Heimat dieser Taubenart ist das südöstliche Asien. Man findet sie sowohl in Thailand, Kambodscha, Vietnam und Malaysia als auch auf den Sunda-Inseln und den Philippinen. Dort bewohnt sie hauptsächlich Mangroven und sumpfige Tieflandwälder. Allerdings wird sie gelegentlich auch in eher offenen Landschaften angetroffen.

## Ernährung
Die Nahrung der Frühlingsgrüntaube besteht hauptsächlich aus Früchten und Beeren. Da sie die hartschaligen Samen einiger Früchte unverdaut wieder ausscheidet, trägt sie entscheidend zur Verbreitung von Pflanzen wie Feigen und Wildkirschen bei. Im Gegensatz zu den sogenannten Fruchttauben, etwa aus der Familie der Flaumfußtauben, nimmt sie bisweilen auch Körner und andere Sämereien zu sich.

## Fortpflanzung
Frühlingsgrüntauben brüten paarweise und errichten ihre aus Zweigen bestehenden Nester versteckt im Geäst von Bäumen oder Sträuchern. Das Weibchen legt dort gewöhnlich 1–2 Eier, die von beiden Elternteilen bebrütet werden. Den Großteil der Brutaufgaben übernimmt jedoch das Männchen. Die Jungen schlüpfen nach etwa 14 Tagen und werden von beiden Elternteilen mit Nahrung versorgt.